# Río Ízbor
Der nach einem kleinen Ort benannte Río Ízbor trägt in seinem Oberlauf den Namen Río Dúrcal; er ist ein insgesamt nur ca. 24 km langer Bergfluss im Gebiet der Alpujarras in der andalusischen Provinz Granada.

## Verlauf
Der Río Dúrcal entspringt in der Sierra Nevada etwa 10 km (Luftlinie) westlich des Pico del Veleta in einer Höhe von ca. 2500 m. Er fließt zunächst in westlicher, später dann in südlicher und südöstlicher Richtung. Er durchfließt die Embalse de Béznar und mündet in einer Höhe von nur noch ca. 180 m in die vom Río Guadalfeo gebildete und im Jahr 2003 fertiggestellte Embalse de Rules.

## Nebenflüsse
In den Río Dúrcal münden zahlreiche Bergbäche (ramblas oder barrancos), die jedoch nur nach stärkeren oder langanhaltenden Regenfällen Wasser führen.

## Stauseen
Der Río Durcal wird auf seinem Weg einmal gestaut:
- Embalse de Béznar

## Orte
Mit Ausnahme von Dúrcal und dem Weiler Cónchar gibt es am Fluss weder Städte noch Ortschaften.